# Pont de Papiniidu
Le pont de Papiniidu  (en estonien : Papiniidu sild) est un pont de Pärnu en Estonie.

## Présentation
Le pont Papiniidu est un pont de la route Tallinn-Pärnu-Ikla construit sur le fleuve Pärnu.
Le pont a été achevé en 1976 et sa longueur est de 284 m.
On l'appelait parfois le pont ferroviaire de Papiniidu, parce que les trains pouvaient passer sur le pont.

## Histoire
La construction du pont Papiniidu a commencé le 23 janvier 1973, lorsque les constructeurs ont enfoncé le premier pieu du pont dans la berge du côté de la rue Papiniidu tänav.
Le pont a été réceptionné le 30 décembre 1976, sans terminer le tablier du pont.
La qualité de construction du pont était médiocre et le besoin d'une révision complète s'est fait sentir déjà 20 ans après l'achèvement du pont.
Dans le cadre de la reconstruction du contournement de Pärnu, le pont Papiniidu a également été réparé entre 2009 et 2011. Lors de la réparation, l'étanchéité du pont, le système de gestion des eaux pluviales, la structure de couverture, l'éclairage public et les garde-corps ont été remplacés. Les surfaces de béton endommagées ont également été réparées, les structures métalliques ont été nettoyées et peintes, et des rampes ont été construites aux extrémités du pont. De plus, une rampe pour piétons a été construite du côté nord du pont,.

## Galerie

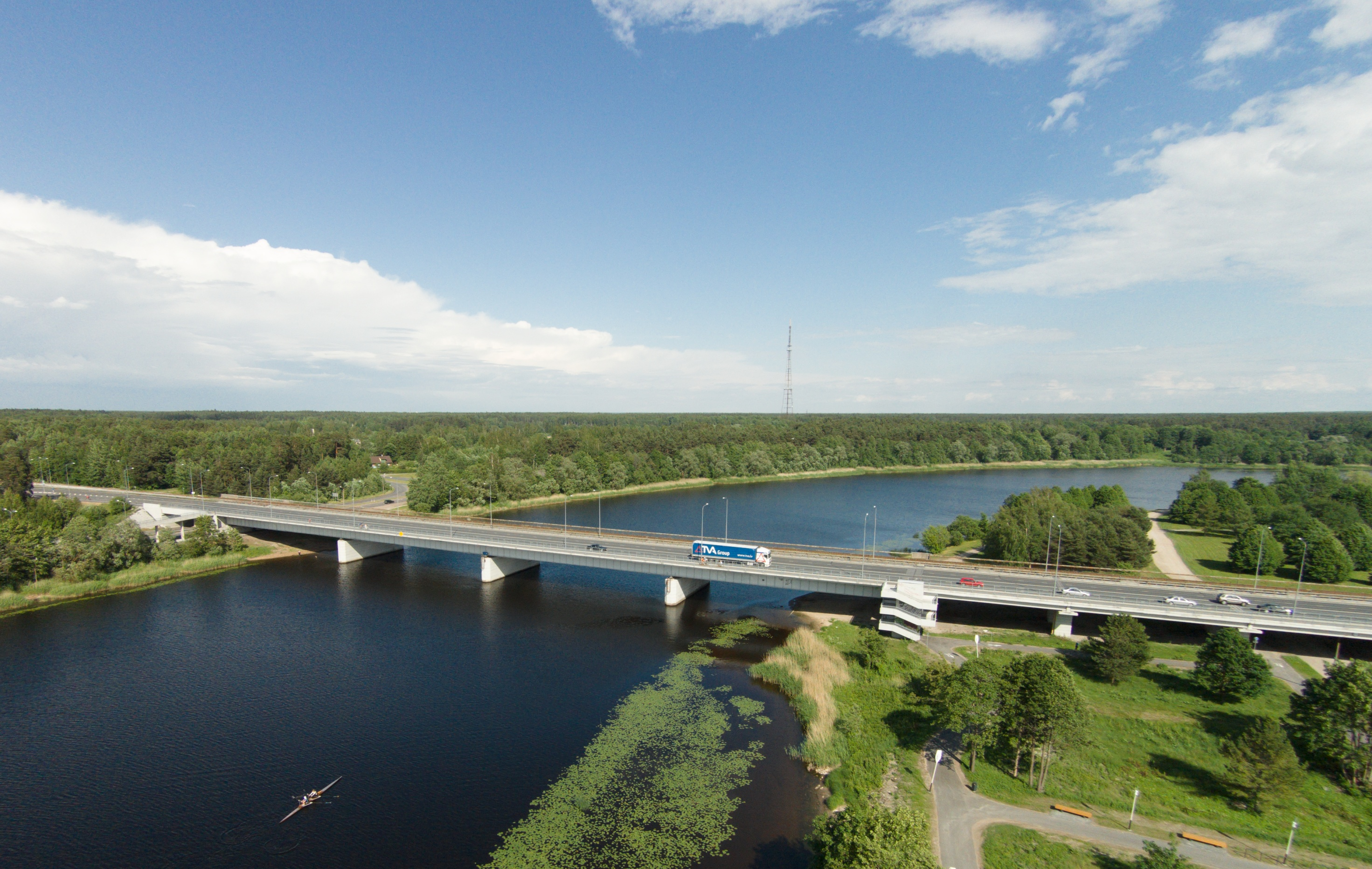
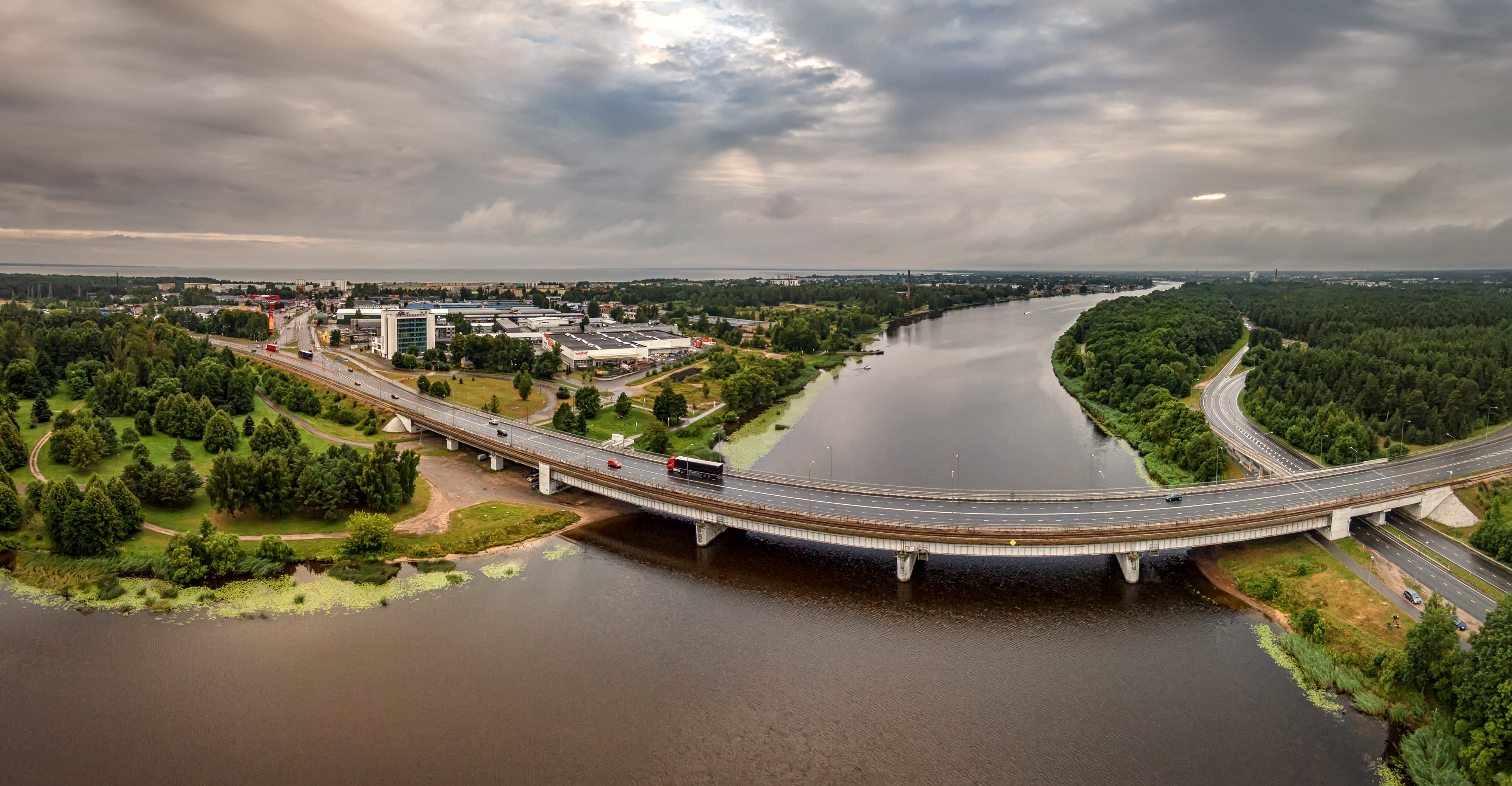